# Лагу-дус-Родригис

Лагу-дус-Родригис на карте штата.

Лагу-дус-Родригис (порт. Lago dos Rodrigues) — муниципалитет в Бразилии, входит в штат Мараньян. Составная часть мезорегиона Центр штата Мараньян. Входит в экономико-статистический микрорегион Медиу-Меарин. Население составляет 7794 человека на 2010 год. Занимает площадь 220,776 км². Плотность населения — 35,30 чел./км².

## Демография
Согласно сведениям, собранным в ходе переписи 2010 г. Национальным институтом географии и статистики (IBGE), население муниципалитета составляет:
| Полное население                               | Полное население                               | Полное население                               | Полное население                               | 7794  |
| ---------------------------------------------- | ---------------------------------------------- | ---------------------------------------------- | ---------------------------------------------- | ----- |
| в том числе:                                   | Городское население                            | 4849                                           | Процент городского населения, %                | 62,21 |
|                                                | Сельское население                             | 2945                                           | Процент сельского населения, %                 | 37,79 |
|                                                | Мужское население                              | 3866                                           | Процент мужского населения, %                  | 49,60 |
|                                                | Женское население                              | 3928                                           | Процент женского населения, %                  | 50,40 |
| Плотность населения, чел/км²                   | Плотность населения, чел/км²                   | Плотность населения, чел/км²                   | Плотность населения, чел/км²                   | 35,30 |
| Население муниципалитета в % к населению штата | Население муниципалитета в % к населению штата | Население муниципалитета в % к населению штата | Население муниципалитета в % к населению штата | 0,12  |

По данным оценки 2016 года, население муниципалитета составляет 8716 жителей.

## История
Город основан 1 января 1997 года. 

## Статистика
- Валовой внутренний продукт на 2003 год составляет 14 861 131,00 реалов (данные: Бразильский институт географии и статистики).
- Валовой внутренний продукт на душу населения на 2003 год составляет 1820,77 реалов (данные: Бразильский институт географии и статистики).
- Индекс развития человеческого потенциала на 2000 год составляет 0,575 (данные: Программа развития ООН).